# Ervillers
Ervillers is een gemeente in het Franse departement Pas-de-Calais (regio Hauts-de-France) en telt 407 inwoners (2004). De plaats maakt deel uit van het arrondissement Arras.

## Geografie
De oppervlakte van Ervillers bedraagt 7,1 km², de bevolkingsdichtheid is 57,3 inwoners per km².
De onderstaande kaart toont de ligging van Ervillers met de belangrijkste infrastructuur en aangrenzende gemeenten.

## Demografie
Onderstaande figuur toont het verloop van het inwonertal (bron: INSEE-tellingen).